# Estación Floriano
La Estación Floriano es una de las estaciones del Metro de Recife, situada en Jaboatão dos Guararapes, entre la Estación Cavaleiro y la Estación Engenho Velho. Fue inaugurada en 1987.